# Mundopa regina
Mundopa regina är en insektsart som beskrevs av William Lucas Distant 1911. Mundopa regina ingår i släktet Mundopa och familjen kilstritar. Inga underarter finns listade i Catalogue of Life.